# Nassarius desmoulioides
Nassarius desmoulioides is een slakkensoort uit de familie van de Nassariidae. De wetenschappelijke naam van de soort is voor het eerst geldig gepubliceerd in 1903 door G.B. Sowerby III.